# Вулиця Юрія Шумського
Ву́лиця Ю́рія Шу́мського — вулиця у Дніпровському районі міста Києва, житловий масив Березняки. Пролягає від проспекту Павла Тичини до Березняківської вулиці.

## Історія
Вулиця збудована у 1-й половині 1970-х років на місці знесеної Кухмістерської слобідки, де також існувала вулиця Юрія Шумського (до 1955 року — Куриний шлях). Сучасна назва на честь українського актора, народного артиста СРСР Ю. В. Шумського — з 1967 року.

## Забудова
Забудова вулиці почалася у 1970-х роках, з парного боку, де у 1972 році були зведені типові дев'ятиповерхівки серій 1-КГ-480-46, 1-480-12 та 1-464-А-51.
З непарного боку вулиці у 2000-х роках почали зводитися багатоповерхові житлові комплекси «Аквапарк» (буд. № 1, 1-А, 1-Б), «Озерні зорі» (буд. № 3-А), «Барвінок».

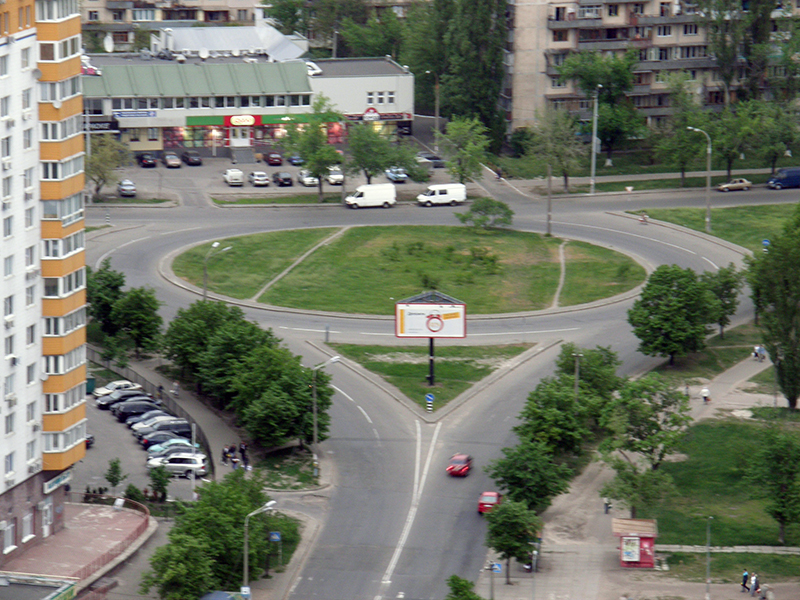
початок вулиці від проспекту Тичини
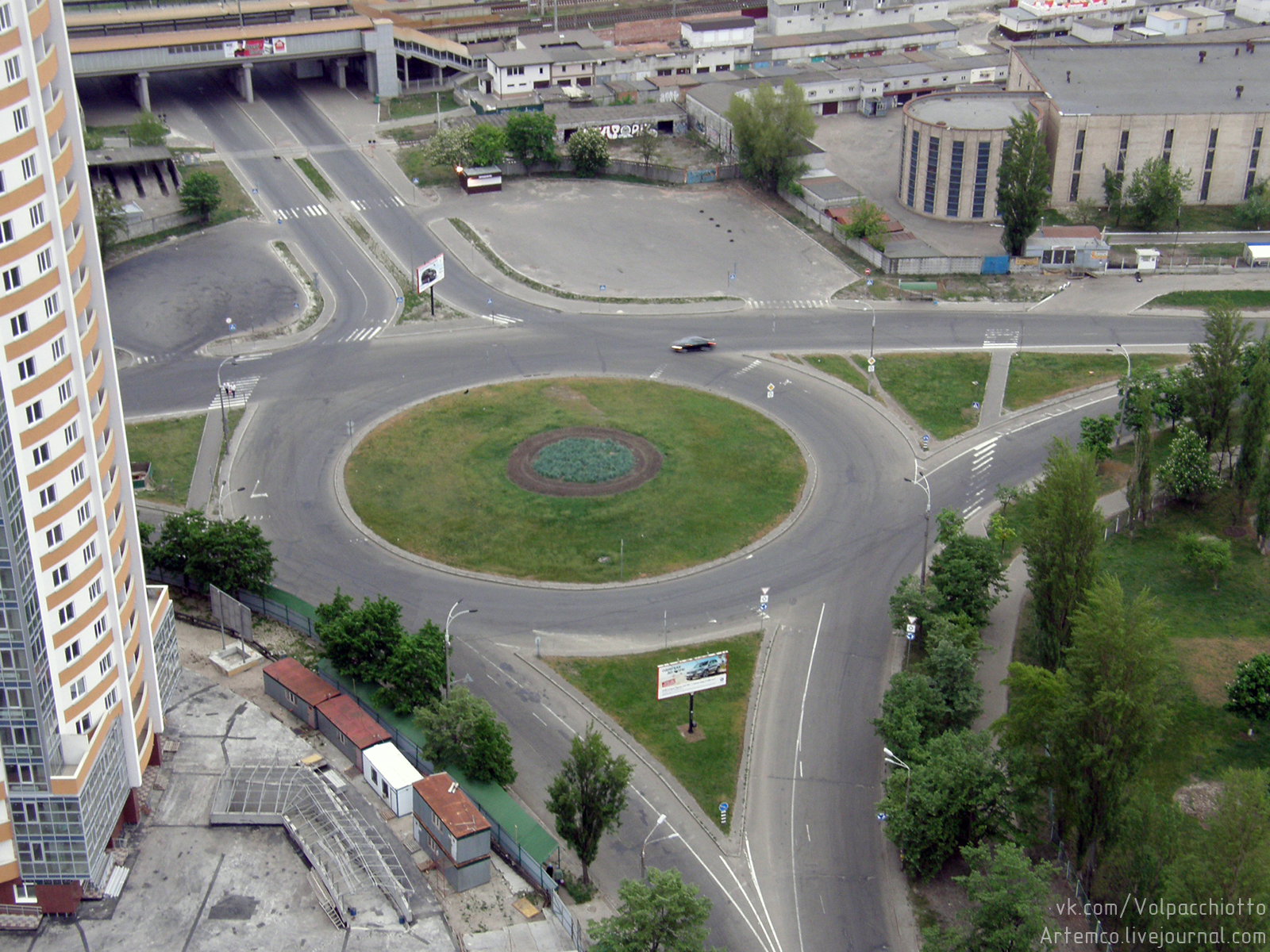
кінець вулиці під плятформою Березняки після кола з вулицею Березняківською

## Важливі установи
- Відділення зв'язку № 98 (буд. № 4-А)
- Бібліотека імені Івана Сергієнка для дітей (буд. № 4-А)
- Церква Різдва Христового УПЦ (МП) (буд. № 36)